# Epidemia de chikunguña en América de 2013-2014
La epidemia de chikunguña (o chikungunya en América) de 2013-2014 fue un brote epidémico de chikunguña que se desató en diciembre del año 2013, cuando Francia confirmó dos casos en la isla caribeña de San Martín del primer brote documentado en el continente.
Hasta el 6 de febrero de 2015, la OPS (Organización Panamericana de la Salud) había informado 1 172 787 casos sospechosos, 25 255 confirmados y 181 víctimas mortales. El chikunguña es una enfermedad transmitida por la picadura del mosquito o zancudo llamado Aedes aegypti y el Aedes albopictus que ha llegado a toda Sudamérica. Este mosquito africano también es vector habitual de otras enfermedades como la fiebre amarilla o el dengue.

## Antecedentes
En febrero de 2009 la OPS y el CDC publican  “Nueva guía de preparación y respuesta ante eventual introducción del virus Chikungunya” como prevención a una posible epidemia.

## Signos y síntomas
La OMS en un Centro de prensa, describió cuales son los signos y síntomas de la fiebre chikunguña:
- Aparición súbita de fiebre, generalmente acompañada de dolores articulares.
- Reconstrucción con criomicroscopía electrónica del chikunguña. Dolores musculares.
- Dolores de cabeza.
- Náuseas
- Cansancio
- Erupciones cutáneas.

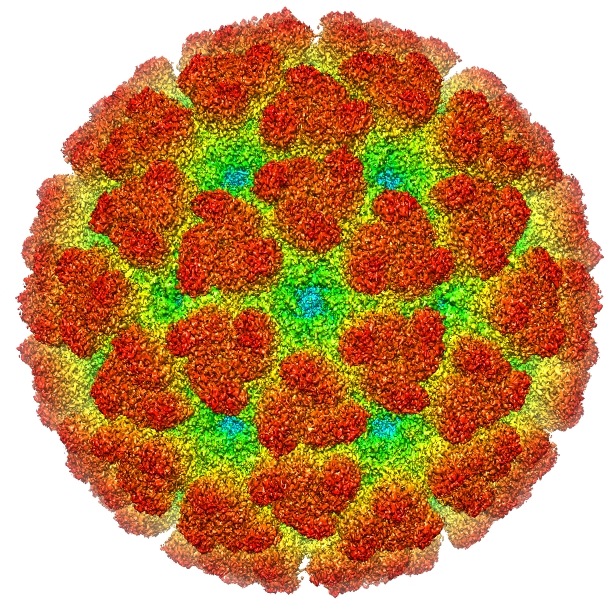
Reconstrucción con criomicroscopía electrónica del chikunguña.

- Dolores articulares que suelen ser muy debilitantes, pero generalmente desaparecen en pocos días.

"La mayoría de los pacientes se recuperan completamente, pero en algunos casos los dolores articulares pueden durar varios meses, o incluso años. Se han descrito casos ocasionales con complicaciones oculares, neurológicas y cardiacas, y también con molestias gastrointestinales. Las complicaciones graves no son frecuentes, pero en personas mayores la enfermedad puede contribuir a la muerte. A menudo los pacientes solo tienen síntomas leves y la infección puede pasar inadvertida o diagnosticarse erróneamente como dengue en zonas donde este es frecuente."

## Informes
- Colombia: Para finales del 2014, el Instituto Nacional de Salud reportó 74 mil casos de chikunguña en Colombia,[6] El 22 de septiembre de 2014 se relacionó la muerte de una niña en Sucre con la artritis chikunguña, sin embargo, no se confirmó que fuera directamente la causa del fallecimiento. A fecha 22 de diciembre de 2014 se tenían reportados 70.000 casos de chikunguña confirmados por clínicas en el territorio colombiano. Según el Instituto Nacional de Salud (INS) el 15 de enero de 2015 ya se acercan a 100.000 los casos confirmados de la enfermedad y más de 1.000.000 sin confirmar. A mediados de febrero se informó que ya hay 213.021 personas infectadas en el país.

- Guatemala: El Ministerio de Salud Pública y Asistencia Social de Guatemala informó 8 casos confirmados.[7]

- México El 15 de noviembre de 2014 se informó el primer caso de fiebre chikunguña en el Hospital de Arriaga (estado de Chiapas).[8] Después del primer brote, la chikunguña se propagó rápidamente por los estados del sur del país, siendo Guerrero el de mayor número de infectados, con 1620, seguido por Michoacán con 1548 infectados, Veracruz con 1203, Oaxaca con 1151, Yucatán con 1131. Los estados con menos brotes registrados son Chihuahua, Durango e Hidalgo con un brote confirmado cada uno y Guanajuato con 2 infectados. A nivel nacional hay 25 estados con casos confirmados de chikunguña, llegando a un número de 9375 personas infectadas,[9] incrementando un 48.48% respecto a los casos reportados en septiembre de 2015 y continuando sin presentar ninguna defunción.

- Perú: El 26 de diciembre de 2014 el Ministerio de Salud registró 11 caso del virus en el país.[10] El 9 de junio de 2015 el Ministerio de Salud registró el primer caso autóctono en el departamento de Tumbes.[11]

- Puerto Rico: El 29 de mayo de 2014, se informó el primer caso del virus.[12] El 17 de julio de 2014, la secretaria de Salud declaró epidemia de chikunguña.[13] El 21 de agosto de 2014, el Departamento de Salud de Puerto Rico, informó 993 casos confirmados.[14]

- Venezuela: El 6 de junio de 2014 se informó el primer caso del virus.[15] El vicepresidente para Desarrollo Social y Misiones, Héctor Rodríguez, anunció que desde el 24 de noviembre se reportó el primer descenso en la curva de crecimiento de casos de chikunguña en todo el país. Informó también que la cifra actual es de 34.642 casos de chikunguña. Cifra con la cual cerró el año 2014 en Venezuela.[16]

### Casos importados
- Argentina: La titular de Epidemiología de provincia de Córdoba, María Frías, confirmó el primer caso de chikunguña en la provincia, sumándose a otros cuatro casos en el país (en el Gran Buenos Aires y en Río Negro), de los cuales dos fueron confirmados.[17]
- Chile: El 22 de noviembre de 2014 el Instituto de Salud Pública confirmó el tercer caso del virus en el país.[18]
- Nicaragua: La Coordinadora del Consejo de Comunicación y Ciudadanía del Gobierno de Nicaragua, Rosario Murillo, dio a conocer que una familia de 3 personas procedentes de Cuba fueron los primeros contagiados, y fue ahí, cuando el país inició con la epidemia, a causa del descuido e irresponsabilidad de los afectados. De los más de 1000 casos registrados, puede haber falso diagnóstico y confusión con el dengue.

## Reacciones
- Ecuador: Ecuador declaró alerta epidemiológica.[19]

- México: El 19 de noviembre de 2014, la Secretaría de Salud destinó 278 millones de pesos para mitigar la propagación del mosquito transmisor del virus de chikunguña.[20]

- Perú: El 13 de septiembre de 2014, el Ministerio de Salud del Perú declaró alerta verde a todos los servicios de salud del país.[21] El 21 de septiembre, el ministerio de salud del Perú declaró emergencia sanitaria en todo el territorio nacional.[22]

- Venezuela: Desde el 10 de septiembre de 2014 se han iniciado jornadas de fumigación en distintos estados de Venezuela.[23][24][25]